# Heene
Heene – dzielnica miasta Worthing, w Anglii, w hrabstwie West Sussex, w dystrykcie Worthing. Leży 28 km na wschód od miasta Chichester i 80 km na południe od Londynu. W 2011 roku dzielnica liczyła 7859 mieszkańców. Heene jest wspomniana w Domesday Book (1086) jako Hene.